# El simpatizante (miniserie)
El Simpatizante (en idioma original, The Sympathizer) es una serie de televisión histórica de comedia negra basada en la novela homónima ganadora del Premio Pulitzer 2015 de Viet Thanh Nguyen. La serie fue creada por los co- showrunners Park Chan-wook y Don McKellar, y Park también dirigió la serie. La serie fue producida por A24 y Rhombus Media.

## Premisa
La serie está basada en la historia del Capitán, un espía de Vietnam del Norte inserto en el ejército de Vietnam del Sur. Se ve obligado a huir a los Estados Unidos con su general cerca del final de la Guerra de Vietnam. Mientras vive dentro de una comunidad de refugiados de Vietnam del Sur, continúa espiando en secreto a la comunidad e informando al Viet Cong, debatiéndose entre sus lealtades originales y su nueva vida.

## Elenco

### Principal
- Hoa Xuande como el Capitán
- Fred Nguyen Khan como Bon
- Toan Le como el General
- Duy Nguyễn como Man
- Vy Le como Lana
- Alan Trong como Sonny
- Robert Downey Jr. en varios papeles antagonistas

### Recurrente
- Ky Duyen como Madame, la esposa del general.
- Sandra Oh como la Sra. Sofia Mori
- Kieu Chinh como la madre del mayor
- Kayli Tran como la espía comunista
- VyVy Nguyen como la esposa del mayor
- Scott Ly como Gunner Dao
- Marina Delterme

## Episodios
| N.º | Título                                                                 | Dirigido por       | Escrito por                                         | Fecha de lanzamiento original |
| --- | ---------------------------------------------------------------------- | ------------------ | --------------------------------------------------- | ----------------------------- |
| 1   | «Death Wish» «Impulso suicida»                                         | Park Chan-wook     | Park Chan-wook & Don McKellar                       | 14 de abril de 2024           |
| 2   | «Good Little Asian» «El buen asiático»                                 | Park Chan-wook     | Park Chan-wook, Don McKellar & Naomi Iizuka         | 21 de abril de 2024           |
| 3   | «Love It or Leave It» «Ámalo o déjalo»                                 | Park Chan-wook     | Park Chan-wook, Don McKellar & Mark Richard         | 28 de abril de 2024           |
| 4   | «Give Us Some Good Lines» «Danos unas buenas líneas»                   | Fernando Meirelles | Park Chan-wook & Don McKellar                       | 5 de mayo de 2024             |
| 5   | «All for One» «Todos para uno»                                         | Marc Munden        | Park Chan-wook, Don McKellar & Maegan Houang        | 12 de mayo de 2024            |
| 6   | «The Oriental Mode of Destruction» «El método oriental de destrucción» | Marc Munden        | Park Chan-wook, Don McKellar & Anchuli Felicia King | 19 de mayo de 2024            |
| 7   | «Endings Are Hard, Aren't They?» «Los finales son difíciles, ¿verdad?» | Marc Munden        | Park Chan-wook & Don McKellar                       | 26 de mayo de 2024            |

## Producción
En abril de 2021, Viet Thanh Nguyen anunció que A24 había elegido su novela novel The Sympathizer para adaptarla a una serie de televisión con la dirección de Park Chan-wook.  Rhombus Media también participa en la producción. En Julio, HBO encargó la serie a A24 y Robert Downey Jr. se unió al proyecto como productor y coprotagonista.  El estado de California otorgó a la producción más de $17,4 millones en créditos fiscales para garantizar que una producción significativa se llevaría a cabo en el estado.  Marc Munden y Fernando Meirelles también fueron contratados para dirigir algunos episodios de la serie. 
La directora de casting Jennifer Venditti abrió una convocatoria de casting mundial para encontrar un elenco principal de ascendencia vietnamita y finalmente contrató a Hoa Xuande, Fred Nguyen Khan, Toan Le, Vy Le y Alan Trong.  En noviembre de 2022 también se anunciaron papeles recurrentes para Sandra Oh, Kieu Chinh y Nguyen Cao Ky Duyen, y Downey interpretaba varios papeles antagónicos secundarios que representaban al establishment estadounidense.  En mayo de 2023, Scott Ly y Marine Delterme se unieron al elenco, en papeles recurrentes. 
El rodaje tuvo lugar en Los Ángeles y Tailandia. Downey se afeitó la cabeza para la serie con el fin de ahorrar el tiempo necesario para usar una gorra calva para cada uno de los diversos personajes que interpretó. Una parte importante de la actuación de Downey también fue improvisada. 

## Lanzamiento
La serie se transmitió por HBO y está disponible en Max, y se estrenó el 14 de abril de 2024. 

## Recepción

### Respuesta crítica
En el sitio web de reseñas Rotten Tomatoes, el 89% de las 73 críticas de los críticos son positivas, con una calificación promedio de 8.3/10. El consenso del sitio web dice: "The Sympathizer hace un trabajo sólido y satisfactorio al adaptar su ambicioso material original, transmitiendo sus temas centrales incluso cuando ocasionalmente lucha con su estructura".  En Metacritic, la serie tiene una puntuación promedio ponderada de 80 sobre 100, basada en 38 críticos, lo que indica "críticas generalmente favorables". 
La serie recibió mucha atención en la gran comunidad vietnamita-estadounidense de California. Los espectadores más jóvenes creen que representa una oportunidad para mostrar historias vietnamitas a una audiencia global. Para la generación más mayor, la serie había despertado cierto descontento: consideran que el enfoque en el personaje principal, que era un espía comunista, glorifica a los comunistas y menosprecia al Sur. Sin embargo, la comunidad está de acuerdo en que este es un momento significativo para la representación vietnamita en Hollywood.

### Recepción en Vietman
En Vietnam, el gobierno comunista no permitió que la serie se filmara localmente, y se prohibió la exhibición de la serie completa.  En el momento del estreno de la serie, no se había publicado en el país ninguna traducción oficial vietnamita de la novela.  Una importante editorial había comprado los derechos de traducción años antes, poco después de que la novela ganara el Premio Pulitzer en los EE. UU.
Después del estreno de la serie, muchos artículos sobre su producción que se habían publicado anteriormente en los principales periódicos ya no eran accesibles en línea, como si hubiera una directiva de censura del más alto nivel o debido a la autocensura, aunque aplicada de manera desigual.  Un artículo en el periódico estatal Tuổi trẻ Thủ đô describió la serie como "venenosa" y advirtió que "las páginas de redes sociales pertenecientes a fuerzas hostiles [...] aclamaron el contenido de la serie e integraron inteligentemente detalles que distorsionaron la historia vietnamita para sabotear al Partido y al Estado".